# Julie Schmitt
Julie Schmitt (6 aprile 1913 – 10 dicembre 2002) è stata una ginnasta tedesca.

## Palmarès

### Olimpiadi
- 1 medaglia:
  - 1 oro (Berlino 1936 a squadre)